# Цветко Лаиновић
Цветко Лаиновић (Подгорица, 1931 — Београд 2006) био је српски и југословенски сликар. Урадио је 10.000 портрета. У Удружења за културу, уметност и међународну сарадњу „Адлигат” се налази збирка његових слика и архивских материјала.

## Биографија
У Подгорици је завршио основну и средњу школу. Са 10 година почиње да ради портрете. Информација да десетогодишњи дечак ради портрете се прочула у Црној Гори и Лаиновића посећују сликари Петар Лубарда и Мило Милуновић. Он слика пред њима а они изражавају дивљење његовом раду.
Сликарство је студирао у Љубљани и Загребу. Радио је као предавач у гимназији у Подгорици од 1955. до 1967.
Дипломирао је на Академији ликовних уметности у Загребу 1954 и дипломирао је математику на Педагошкој академији у Никшићу.
Био је учесник Јесењег париског салона 2001, 2002. и 2004. године.
Преминуо је у Београду 24. априла 2006.
Сахрањен је у Алеји заслужних грађана на Новом гробљу у Београду.
Био је ожењен преводитељком Зорицом Терзић.

## Рад
Радови су му углавном постављени на белој позадини, са сведеним потезима и упрошћеним цртежом. Његови радови при крају стваралаштва издвајају се по већој употреби боја у односу на ранији периоде стваралаштва.
Изградио је посебан приступ у сликарству у коме доминира линија. Његови радови су део галерија, музеја и приватних колекција Србије, региона и многих земаља у свету.
Опус Лаиновића обухвата 10.000 портрета.
Урадио је портрете великог броја јавних личности у Србији и иностранству, укључујући портрет Ненси Реган.
О Лаиновићевом раду писали су Ђорђе Кадијевић, Марко Деберга, Момо Капор, Драган Јовановић Данилов, Душко Радовић, Никола Мирков, Светислав Басара, Паул Казо, Здравко Вучинић и други критичари.
Удружење Адлигат баштини архивски материјал и поседује неколико слика Цветка Лаиновића.

## Награде
- Награда АЛУ, Загреб, 1954.[8]
- Награда, Ослобађање Цетиња, 1965.[8]
- Награда, Ослобођење Подгорице, 1969.[8]
- Награда 13. Јул, Подгорица, 1977.[8]
- Награда Црне Горе за сликарство 1977.[8]
- Југословенска награда “Божидар Илић”, 2000.[8]
- Прва награда на изложби акта, Петровац на Мору, 2004.[8]

## Књиге
- Боје ноћи, Никшић, 1987.[8]
- Ствари, Херцег-Нови, 1991.[8]
- Боја душе, Ваљево, 1993.[8]
- Моје промашено лудило, Београд, 1994.[8]
- Остатак мисли, Београд, 1995.[8]
- Мисао И слике, Београд, 1996.[8]
- Свијетле сјенке, Београд, 1999.[8]
- Прије молитве, коб, Вршац, 1999.[8]
- Стид од ријечи, Рашка, 2000.[8]
- Honte des mots, l'age d'homme, Париз, 2000.[8]
- Бијело небо, Београд, 2001.[8]

## Изложбе
Лаиновић је имао седамдесет самосталних изложби и неколико стотина групних изложби.

### Самосталне изложбе
- 1955. Титоград, Дом ЈНА, Никшић, Културни Центар[8]
- 1957. Титоград, Народно позориште[8]
- 1963. Титоград, Умиетнички павиљон[8]
- 1972. Београд, Галерија графичког колектива Београд[8]
- 1973. Загреб, ГАЛЕРИЈА УЛУХ-а[8]
- 1975. Њујорк, Галерија Лохман[8]
- 1976. Париз, Галерија муфф[8]
- 1976, 1981, 1986. Титоград, Модерна Галерија[8]
- 1976. Будва, Градска галерија[8]
- 1977. Рим, галерија маргутианна[8]
- 1978. Стокхолм, Југословенски културни центар[8]
- 1978. Београд, Галерија културног центра[8]
- 1978. Стокхолм, галерија Свеабрунн[8]
- 1980. Брисел, Haleriia Racines, galeriia 80. Lincheiping[8]
- 1981. Каиро, Југословенски културни центар, Каиро[8]
- 1984. Брисел, Haleriia Racines, galeriia 80. Lincheiping[8]
- 1984. Чикаго, Југословенско-амерички културни центар[8]
- 1984. Њујорк, Југословенски културни центар[8]
- 1985. Вашингтон, галерија Гилпин[8]
- 1987. Ријека, Дом ЈНА[8]
- 1988. Херцег Нови, Хотел Плаза[8]
- 1989. Котор, Галерија културног центра[8]
- 1990. Палермо, Театро Данте[8]
- 1991. Подгорица, Галерија умјетности несврстаних земаља “Ј.Б. Тито “[8]
- 1991. Цетиње, Плави Дворац[8]
- 1991. Београд, Галерија Дома ЈНА[8]
- 1991. Фиренца, Галерија Теорема[8]
- 1992. Рабат, Галерија Удаја[8]
- 1993. Подгорица, Дом омладине[8]
- 1993. Котор, Галерија културног центра[8]
- 1993. Будва, Галерија Смит[8]
- 1993. Свети Стефан[8]
- 1993. Ваљево, Народни музеј[8]
- 1993. Београд, Галерија Перо[8]
- 1993. Будва, Галерија Аркада[8]
- 1993. Вршац, Галерија код Стерије
- 1993. Бела Црква, Народни Музеј[8]
- 1993. Смедеревска Паланка, Галерија културног центра[8]
- 1995. КИЦ[8]
- 1996. Подгорица, Центар савремене умјетности Црне Горе[8]
- 1996. Подгорица, Галерија дворца Петровића[8]
- 1997. Алексинац, Музеј града[8]
- 1997. Херцег Нови, Галерија Спинакер[8]
- 1997. Бар, Галерија културног центра[8]
- 1998. Београд, Студентски град[8]
- 1998. Рашка, Галерија културног центра[8]
- 1999. Суботица, Центар Свети Сава[8]
- 2000. Београд, Галерија УЛУС-а[8]
- 2000. Нови Сад, Мали ликовни салон[8]
- 2000. Прокупље, Народни Музеј[8]
- 2001. Нови Сад, Галерија СПЕНС[8]
- 2001. Копаоник, Изложба цртежа[8]
- 2001. Москва, Изложба цртежа[8]
- 2001. Пљевља, Галерија Витомир Србљановић[8]
- 2004. Колашин[8]
- 2004. Београд, Библиотека града[8]
- 2005. Нови Сад, Галерија Подрум[8]
- 2005. Београд, Галерија Стратези Арт[8]
- 2006. Београд, Галерија Перо[8]
- 2011. Подгорица, Галерија Мост[8]
- 2016. Београд, Галерија 212[8]
- 2018. Нови Сад, Галерија Културног центра Новог Сада[9]

### Одабране групне изложбе
- Групне изложбе у Тунису, Каиру, Александрији, Никозији, Анкари, Верони, Љубљани, Ријеки, Палерми, Москви, Будви, Херцег-Новом, Новом Саду, Скопљу, Нишу, Задру, Сентандреји, Риму, Барију, Берлину, Болоњи, Риминију, Загребу, Монте-Карлу[8]
- БРЕСИ, АКАМ. XV салон[8]
- Изложба НОБ, Београд[8]
- Њујорк, црногорски сликари, галерија Туплајт[8]
- Љубљана, изложба УЛУЦГ[8]
- Изложба тројице, дом ЈНА, 1963.[8]
- Ријека, Галерија дома ЈНА[8]
- Галерија на Андрићевом венцу, Београд[8]
- Октобарски салон у Београду[8]
- Неколико изложби у павиљону Цвијете Зузорић[8]
- Друго и треће триенале у Београду[8]
- Јесењи салон у Паризу[8]
- Групне изложбе УЛУС-а[8]
- Париз, Galeriia mouffe[8]
- Тријенале у Задру, 1977.[8]
- Јесења изложба УЛУС-а, 1980.[8]
- Вашингтон, Галерија Конектикат[8]
- Париз, Галерија Peinture Fraiche[8]
- Цетиње, јубиларна изложба УЛУЦГ-а[8]
- Сајам слика на Франкфурту[8]
- Народни музеј у Колашину[8]
- Дом војске Југославије, 2002.[8]
- Културни центар Рашке[8]
- Troyes en Champagne[8]
- Музеј 25. Маја, Београд[8]